# Beda Klee
Beda Klee (* 16. Juni 1996) ist ein Schweizer Skilangläufer.

## Werdegang
Klee, der aus Wattwil im Toggenburg stammt und für den Skiclub Speer Ebnat-Kappel startet, nahm von 2013 bis 2016 an U18- und U20-Rennen im Alpencup teil. Dabei belegte er in der Saison 2015/16 den vierten Platz in der U20-Gesamtwertung. Beim Europäischen Olympischen Winter-Jugendfestival 2013 in Predeal kam er auf den 62. Platz im Sprint, auf den 25. Rang über 7,5 km klassisch und auf den 21. Platz über 10 km Freistil. Bei den Nordischen Junioren-Skiweltmeisterschaften 2014 in Fleimstal lief er auf den 30. Platz über 10 km klassisch, auf den 27. Rang im Skiathlon sowie auf den sechsten Platz mit der Staffel und bei den Nordischen Junioren-Skiweltmeisterschaften 2015 in Almaty auf den 31. Platz über 10 km Freistil, auf den 25. Rang im Skiathlon und auf den neunten Platz mit der Staffel. Im Jahr 2015 wurde er jeweils Schweizer Juniorenmeister über 15 km, in der Verfolgung und über 30 km. Bei den Nordischen Junioren-Skiweltmeisterschaften 2016 in Râșnov errang er den 19. Platz über 15 km Freistil, den siebten Platz mit der Staffel und den vierten Platz über 10 km klassisch. Im Dezember 2017 startete er in Valdidentro erstmals im Alpencup und belegte dabei den 29. Platz über 15 km klassisch und den fünften Rang über 15 km Freistil. Bei den U23-Weltmeisterschaften 2017 in Soldier Hollow lief er auf den 37. Platz im Sprint, auf den 21. Rang im Skiathlon und auf den 11. Platz über 15 km Freistil. Zu Beginn der Saison 2017/18 gab er in Davos sein Debüt im Weltcup, bei dem er den 65. Platz über 15 km Freistil belegte. Im weiteren Saisonverlauf kam er im Alpencup neunmal unter die ersten Zehn. Dabei holte er im Massenstartrennen über 15 km Freistil in St. Ulrich am Pillersee seinen ersten Alpencupsieg und erreichte zum Saisonende den zweiten Platz in der Gesamtwertung. Bei den Schweizer Meisterschaften 2018 in Steg wurde er im Sprint und über 15 km jeweils Dritter und in der Verfolgung Erster. Ende Januar 2018 errang er bei den U23-Weltmeisterschaften in Goms den 23. Platz über 15 km klassisch, den achten Platz im Skiathlon und den vierten Platz im Sprint. Im Dezember 2018 holte er in Davos mit dem 27. Platz über 15 km Freistil seine ersten Weltcuppunkte. Klee lief in der 4. Etappe der Tour de Ski 2018/19 in Oberstdorf auf Platz elf. Nach Platz 28 beim Ruka Triple zu Beginn der Saison 2019/20 errang er den 28. Platz bei der Tour de Ski 2019/20 und den 32. Platz bei der Skitour. Anfang März 2020 erreichte er in Lahti mit dem zweiten Platz mit der Staffel seine erste Podestplatzierung im Weltcup.
In der Saison 2020/21 kam Klee auf den 31. Platz beim Ruka Triple sowie auf den 26. Rang bei der Tour de Ski 2021 und erreichte damit den 58. Platz im Gesamtweltcup. Zudem wurde er in Sedrun Schweizer Meister im Sprint und belegte beim Saisonhöhepunkt, den Nordischen Skiweltmeisterschaften 2021 in Oberstdorf, den 25. Platz über 15 km Freistil und den fünften Rang mit der Staffel. Im Februar 2022 gewann er den Toblach–Cortina über 32 km Freistil.

## Siege bei Continental-Cup-Rennen
| Nr. | Datum             | Ort                     | Disziplin                  | Serie    |
| --- | ----------------- | ----------------------- | -------------------------- | -------- |
| 1.  | 17. Dezember 2017 | St. Ulrich am Pillersee | 15 km Freistil Massenstart | Alpencup |

## Platzierungen im Weltcup

### Weltcup-Statistik
Die Tabelle zeigt die erreichten Platzierungen im Einzelnen.
- 1.–3. Platz: Anzahl der Podiumsplatzierungen
- Top 10: Anzahl der Platzierungen unter den ersten zehn
- Punkteränge: Anzahl der Platzierungen innerhalb der Punkteränge
- Starts: Anzahl gelaufener Rennen in der jeweiligen Disziplin
- Hinweis: Bei den Distanzrennen erfolgt die Einordnung gemäss FIS.

| Platzierung               | Distanzrennen a | Distanzrennen a | Distanzrennen a | Distanzrennen a | Distanzrennen a | Skiathlon Verfolgung | Sprint | Etappen- rennen b | Gesamt | Team   | Team    |
| Platzierung               | ≤ 5 km          | ≤ 10 km         | ≤ 15 km         | ≤ 30 km         | > 30 km         | Skiathlon Verfolgung | Sprint | Etappen- rennen b | Gesamt | Sprint | Staffel |
| ------------------------- | --------------- | --------------- | --------------- | --------------- | --------------- | -------------------- | ------ | ----------------- | ------ | ------ | ------- |
| 1. Platz                  |                 |                 |                 |                 |                 |                      |        |                   |        |        |         |
| 2. Platz                  |                 |                 |                 |                 |                 |                      |        |                   |        |        | 1       |
| 3. Platz                  |                 |                 |                 |                 |                 |                      |        |                   |        |        |         |
| Top 10                    |                 | 2               |                 | 2               |                 | 2                    |        | 1                 | 7      |        | 6       |
| Punkteränge               |                 | 15              | 15              | 10              | 1               | 12                   | 1      | 6                 | 60     | 1      | 7       |
| Starts                    |                 | 19              | 33              | 13              | 3               | 23                   | 24     | 8                 | 123    | 1      | 7       |
| Stand: Saisonende 2024/25 |                 |                 |                 |                 |                 |                      |        |                   |        |        |         |

### Weltcup-Gesamtplatzierungen
| Saison  | Gesamt | Gesamt | Distanz | Distanz | Sprint | Sprint |
| Saison  | Punkte | Platz  | Punkte  | Platz   | Punkte | Platz  |
| ------- | ------ | ------ | ------- | ------- | ------ | ------ |
| 2018/19 | 44     | 82.    | 44      | 51.     | –      | –      |
| 2019/20 | 59     | 72.    | 33      | 51      | –      | –      |
| 2020/21 | 77     | 58.    | 57      | 47.     | –      | –      |
| 2021/22 | 23     | 97.    | 23      | 54.     | –      | –      |
| 2022/23 | 299    | 55.    | 248     | 35.     | –      | –      |
| 2023/24 | 1009   | 13.    | 768     | 14.     | 1      | 129.   |
| 2024/25 | 197    | 79.    | 131     | 61.     | –      | –      |